# Les Convoyeurs attendent
Les Convoyeurs attendent (vertaling: De begeleiders wachten) is een Belgische film uit 1999, in zwart-wit opgenomen en met in de hoofdrol Benoît Poelvoorde.

## Rolverdeling
| Acteur                | Personage         |
| --------------------- | ----------------- |
| Benoît Poelvoorde     | Roger Closset     |
| Morgane Simon         | Louise Closset    |
| Bouli Lanners         | Coach             |
| Dominique Baeyens     | Madeleine Closset |
| Philippe Grand'Henry  | Felix             |
| Jean-François Devigne | Michel Closset    |
| Lisa Lacroix          | Jocelyne          |
| Philippe Nahon        | Overseer          |
| Édith Le Merdy        | Edith             |
| Patrick Audin         | Patrick           |